# Umaru Din Sesay
Umaru Din Sesay, né le 10 février 1944 et mort le 26 mai 2021 à Freetown, est un footballeur sierraléonais évoluant au poste de défenseur, ayant aussi été ministre des Sports.

## Biographie

### Carrière de joueur

#### En club
Umaru Din Sesay évolue au Topido FC de Kenema jusqu'en 1965, puis rejoint le Mighty Blackpool. Il participe notamment à la première campagne continentale du club lors de la Coupe des clubs champions africains 1968. Quintuple champion de Sierra Leone et vainqueur de la Coupe de Sierra Leone à huit reprises, il assure le capitanat de l'équipe jusqu'en 1986.

#### En sélection
Umaru Din Sesay est sélectionné en équipe de Sierra Leone de 1975 à 1979, assurant la fonction de capitaine.

### Carrière politique
En 1997, il est nommé secrétaire d'État de la Jeunesse, des Sports et de la Mobilisation sociale de la Sierra Leone sous la junte de Johnny Paul Koroma.

### Mort et postérité
Umaru Din Sesay décède le 26 mai 2021 à Freetown, à l'âge de 77 ans, des suites d'une courte maladie. Le 28 mai 2021, la Fédération de Sierra Leone de football annonce que le numéro 5 de la sélection est retiré en son honneur.